# سمادية حرارية
سمادية حرارية (بالإنجليزية: Coprothermobacter)‏ جنس بكتيريا، يضم الأنواع سمادية حرارية حالة للبروتين وسمادية حرارية بلاتانية.

## أصل التسمية
إشتق اسم الجنس (بالإنجليزية: Coprothermobacter)‏ من (باللاتينية: kopros) تعني سماد أو فضلات و (باللاتينية: thermos) تعني دافئ أو حار و (باللاتينية: bacter) تعني بشكل قضيب أو بكتيريا عصوية الشكل